# Noors handbalteam junioren (vrouwen)
Het Noors handbalteam junioren is het nationale onder-19 en onder-20 handbalteam van Noorwegen. Het team vertegenwoordigt het Norges Håndballforbund in internationale handbalwedstrijden voor vrouwen.

## Resultaten

### Wereldkampioenschap handbal onder 20
| Wereldkampioenschap handbal onder 20 | Wereldkampioenschap handbal onder 20                  | Wereldkampioenschap handbal onder 20                  | Wereldkampioenschap handbal onder 20                  | Wereldkampioenschap handbal onder 20                  | Wereldkampioenschap handbal onder 20                  | Wereldkampioenschap handbal onder 20                  | Wereldkampioenschap handbal onder 20                  | Wereldkampioenschap handbal onder 20                  |
| Jaar                                 | Resultaat                                             | Wed                                                   | W                                                     | G                                                     | V                                                     | DV                                                    | DT                                                    | DS                                                    |
| ------------------------------------ | ----------------------------------------------------- | ----------------------------------------------------- | ----------------------------------------------------- | ----------------------------------------------------- | ----------------------------------------------------- | ----------------------------------------------------- | ----------------------------------------------------- | ----------------------------------------------------- |
| 1977                                 | 7de                                                   | 5                                                     | 2                                                     | 0                                                     | 3                                                     | 65                                                    | 69                                                    | -4                                                    |
| 1979                                 | 7de                                                   | 8                                                     | 5                                                     | 0                                                     | 3                                                     | 127                                                   | 92                                                    | +35                                                   |
| 1981                                 | Niet deelgenomen aan kwalificatie/niet gekwalificeerd | Niet deelgenomen aan kwalificatie/niet gekwalificeerd | Niet deelgenomen aan kwalificatie/niet gekwalificeerd | Niet deelgenomen aan kwalificatie/niet gekwalificeerd | Niet deelgenomen aan kwalificatie/niet gekwalificeerd | Niet deelgenomen aan kwalificatie/niet gekwalificeerd | Niet deelgenomen aan kwalificatie/niet gekwalificeerd | Niet deelgenomen aan kwalificatie/niet gekwalificeerd |
| 1983                                 | 9de                                                   | 6                                                     | 4                                                     | 0                                                     | 2                                                     | 133                                                   | 109                                                   | +24                                                   |
| 1985                                 | 5de                                                   | 9                                                     | 5                                                     | 0                                                     | 4                                                     | 203                                                   | 194                                                   | +9                                                    |
| 1987                                 | 8ste                                                  | 7                                                     | 4                                                     | 0                                                     | 3                                                     | 115                                                   | 120                                                   | -5                                                    |
| 1989                                 | Niet deelgenomen aan kwalificatie/niet gekwalificeerd | Niet deelgenomen aan kwalificatie/niet gekwalificeerd | Niet deelgenomen aan kwalificatie/niet gekwalificeerd | Niet deelgenomen aan kwalificatie/niet gekwalificeerd | Niet deelgenomen aan kwalificatie/niet gekwalificeerd | Niet deelgenomen aan kwalificatie/niet gekwalificeerd | Niet deelgenomen aan kwalificatie/niet gekwalificeerd | Niet deelgenomen aan kwalificatie/niet gekwalificeerd |
| 1991                                 | Niet deelgenomen aan kwalificatie/niet gekwalificeerd | Niet deelgenomen aan kwalificatie/niet gekwalificeerd | Niet deelgenomen aan kwalificatie/niet gekwalificeerd | Niet deelgenomen aan kwalificatie/niet gekwalificeerd | Niet deelgenomen aan kwalificatie/niet gekwalificeerd | Niet deelgenomen aan kwalificatie/niet gekwalificeerd | Niet deelgenomen aan kwalificatie/niet gekwalificeerd | Niet deelgenomen aan kwalificatie/niet gekwalificeerd |
| 1993                                 | Niet deelgenomen aan kwalificatie/niet gekwalificeerd | Niet deelgenomen aan kwalificatie/niet gekwalificeerd | Niet deelgenomen aan kwalificatie/niet gekwalificeerd | Niet deelgenomen aan kwalificatie/niet gekwalificeerd | Niet deelgenomen aan kwalificatie/niet gekwalificeerd | Niet deelgenomen aan kwalificatie/niet gekwalificeerd | Niet deelgenomen aan kwalificatie/niet gekwalificeerd | Niet deelgenomen aan kwalificatie/niet gekwalificeerd |
| 1995                                 | 3de                                                   | 8                                                     | 7                                                     | 0                                                     | 1                                                     | 191                                                   | 168                                                   | +23                                                   |
| 1997                                 | 4de                                                   | 7                                                     | 5                                                     | 0                                                     | 2                                                     | 185                                                   | 166                                                   | +19                                                   |
| 1999                                 | 7de                                                   | 8                                                     | 5                                                     | 1                                                     | 2                                                     | 230                                                   | 176                                                   | +54                                                   |
| 2001                                 | 6de                                                   | 8                                                     | 5                                                     | 0                                                     | 3                                                     | 217                                                   | 192                                                   | +25                                                   |
| 2003                                 | 3de                                                   | 9                                                     | 7                                                     | 0                                                     | 2                                                     | 293                                                   | 243                                                   | +50                                                   |
| 2005                                 | 2de                                                   | 9                                                     | 6                                                     | 0                                                     | 3                                                     | 247                                                   | 233                                                   | +14                                                   |
| 2008                                 | Niet gekwalificeerd                                   | Niet gekwalificeerd                                   | Niet gekwalificeerd                                   | Niet gekwalificeerd                                   | Niet gekwalificeerd                                   | Niet gekwalificeerd                                   | Niet gekwalificeerd                                   | Niet gekwalificeerd                                   |
| 2010                                 | 1ste                                                  | 10                                                    | 9                                                     | 0                                                     | 1                                                     | 321                                                   | 232                                                   | +89                                                   |
| 2012                                 | 8ste                                                  | 9                                                     | 4                                                     | 1                                                     | 4                                                     | 224                                                   | 201                                                   | +23                                                   |
| 2014                                 | 9de                                                   | 9                                                     | 6                                                     | 0                                                     | 3                                                     | 300                                                   | 218                                                   | +82                                                   |
| 2016                                 | 5de                                                   | 9                                                     | 7                                                     | 0                                                     | 2                                                     | 297                                                   | 279                                                   | +78                                                   |
| Totaal                               | 15/20                                                 | 121                                                   | 81                                                    | 2                                                     | 38                                                    | 3.148                                                 | 2.692                                                 | +516                                                  |

 Kampioenen   Runners-up   Derde plaats   Vierde plaats

### Europese kampioenschappen onder 19
| Europees kampioenschap handbal onder 19 | Europees kampioenschap handbal onder 19 | Europees kampioenschap handbal onder 19 | Europees kampioenschap handbal onder 19 | Europees kampioenschap handbal onder 19 | Europees kampioenschap handbal onder 19 | Europees kampioenschap handbal onder 19 | Europees kampioenschap handbal onder 19 | Europees kampioenschap handbal onder 19 |
| Jaar                                    | Resultaat                               | Wed                                     | W                                       | G                                       | V                                       | DV                                      | DT                                      | DS                                      |
| --------------------------------------- | --------------------------------------- | --------------------------------------- | --------------------------------------- | --------------------------------------- | --------------------------------------- | --------------------------------------- | --------------------------------------- | --------------------------------------- |
| 1996                                    | 4de                                     | 7                                       | 4                                       | 1                                       | 2                                       | 162                                     | 155                                     | +7                                      |
| 1998                                    | 9de                                     | 6                                       | 2                                       | 1                                       | 3                                       | 151                                     | 147                                     | +4                                      |
| 2000                                    | 6de                                     | 6                                       | 3                                       | 0                                       | 3                                       | 154                                     | 145                                     | +9                                      |
| 2002                                    | Niet gekwalificeerd                     | Niet gekwalificeerd                     | Niet gekwalificeerd                     | Niet gekwalificeerd                     | Niet gekwalificeerd                     | Niet gekwalificeerd                     | Niet gekwalificeerd                     | Niet gekwalificeerd                     |
| 2004                                    | 3de                                     | 7                                       | 5                                       | 0                                       | 2                                       | 194                                     | 164                                     | +30                                     |
| 2007                                    | 12de                                    | 7                                       | 2                                       | 0                                       | 5                                       | 203                                     | 207                                     | -4                                      |
| 2009                                    | 1ste                                    | 7                                       | 6                                       | 1                                       | 0                                       | 190                                     | 162                                     | +28                                     |
| 2011                                    | 12de                                    | 7                                       | 2                                       | 0                                       | 6                                       | 158                                     | 171                                     | -13                                     |
| 2013                                    | 4de                                     | 7                                       | 4                                       | 0                                       | 3                                       | 194                                     | 176                                     | +18                                     |
| 2015                                    | 6de                                     |                                         |                                         |                                         |                                         |                                         |                                         |                                         |
| 2017                                    | 7de                                     |                                         |                                         |                                         |                                         |                                         |                                         |                                         |
| 2019                                    | 3de                                     |                                         |                                         |                                         |                                         |                                         |                                         |                                         |
| 2021                                    | 9de                                     |                                         |                                         |                                         |                                         |                                         |                                         |                                         |
| Totaal                                  | 12/13                                   |                                         |                                         |                                         |                                         |                                         |                                         |                                         |

 Kampioenen   Runners-up   Derde plaats   Vierde plaats